# Boris Kudimbana
Boris David Kudimbana (Brussel, 27 mei 1996) is een Belgisch voetballer van Congolese afkomst die als aanvaller speelt. Hij is een broer van Nicaise Kudimbana.

## Carrière
Boris Kudimbana speelde in de jeugdopleidingen van Club Brugge en SV Zulte Waregem. Om zich op zijn studie marketing te focussen zette hij zijn voetbalcarrière op een lager pitje, en speelde in die tijd voor de amateurclubs KV Woluwe-Zaventem, FC Pepingen en KSV Temse. In 2019 tekende hij na een proefperiode een contract bij NAC Breda, waar hij op 9 augustus 2019 in de met 2-0 gewonnen uitwedstrijd tegen FC Dordrecht debuteerde. Hij kwam in de 74e minuut in het veld voor Ivan Ilić. Hij speelde in totaal vijf wedstrijden voor NAC Breda voor zijn contract in 2020 afliep. In de zomer van 2021 sloot hij bij K. Sint-Eloois-Winkel Sport aan.

### Statistieken
| Seizoen                       | Club                        | Land           | Competitie       | Competitie | Competitie | Beker | Beker | Totaal | Totaal |
| Seizoen                       | Club                        | Land           | Competitie       | Wed.       | Dlp.       | Wed.  | Dlp.  | Wed.   | Dlp.   |
| ----------------------------- | --------------------------- | -------------- | ---------------- | ---------- | ---------- | ----- | ----- | ------ | ------ |
| 2015/16                       | KV Woluwe-Zaventem          | België         | Derde klasse     | 20         | 3          | 0     | 0     | 20     | 3      |
| 2019/20                       | NAC Breda                   | Nederland      | Eerste divisie   | 5          | 0          | 0     | 0     | 5      | 0      |
| 2021/22                       | K. Sint-Eloois-Winkel Sport | België         | Eerste nationale | 13         | 3          | 2     | 0     | 15     | 3      |
| Carrièretotaal                | Carrièretotaal              | Carrièretotaal | Carrièretotaal   | 38         | 6          | 2     | 0     | 40     | 6      |
| Bijgewerkt op 7 februari 2022 |                             |                |                  |            |            |       |       |        |        |